# Elecciones provinciales del Chaco de 1958
Las elecciones generales de la provincia del Chaco de 1958 tuvieron lugar el 23 de febrero del mencionado año, al mismo tiempo que las elecciones presidenciales y legislativas a nivel nacional. Se realizaron con el objetivo de restaurar el orden constitucional en la provincia después de tres años de la dictadura militar autodenominada Revolución Libertadora, que derrocó al presidente Juan Domingo Perón y proscribió al peronismo.
En esta ocasión, la competencia se dio entre las dos facciones del principal partido opositor al peronismo, la Unión Cívica Radical, que eran la UCR Intrasigente (contraria a la proscripción), y la UCR del Pueblo (a favor de la proscripción). Desde su exilio, el 19 de febrero, Perón ordenó a sus partidarios votar a la UCRI, lo que provocó que tanto su candidato presidencial, Arturo Frondizi, como sus candidatos a gobernador, vicegobernador y legisladores, se vieran beneficiados por el voto del peronismo proscripto. De este modo, en Chaco, el candidato de intrasigente Anselmo Zoilo Duca obtuvo una amplia victoria con el 48,68%, siendo juramentado el 1 de mayo de 1958.
Duca no completó su mandato constitucional por unas semanas debido a que la provincia fue intervenida por el presidente Arturo Frondizi el 19 de abril de 1962 tras la victoria del peronismo en las elecciones provinciales. Tal acción no salvó a Frondizi de ser él mismo derrocado en un golpe de Estado días más tarde.

## Resultados

### Gobernador y Vicegobernador
| Fórmula              | Fórmula         | Partido         | Partido                               | Votos   | %     |
| Gobernador           | Vicegobernador  | Partido         | Partido                               | Votos   | %     |
| -------------------- | --------------- | --------------- | ------------------------------------- | ------- | ----- |
| Anselmo Zoilo Duca   | José Bandeo     |                 | Unión Cívica Radical Intransigente    | 83.463  | 48,68 |
| Julio Acosta         |                 |                 | Unión Cívica Radical del Pueblo       | 45.390  | 26,48 |
| Darío Francisco Miró |                 |                 | Alianza Chaqueña                      | 26.886  | 15,68 |
|                      |                 |                 | Partido Demócrata Conservador Popular | 6.725   | 3,92  |
|                      |                 |                 | Partido Demócrata Cristiano           | 6.092   | 3,55  |
|                      |                 |                 | Unión Federal                         | 2.880   | 1,68  |
|                      |                 |                 |                                       |         |       |
| Votos positivos      | Votos positivos | Votos positivos | Votos positivos                       | 171.436 | 91,31 |
| Votos en blanco      | Votos en blanco | Votos en blanco | Votos en blanco                       | 15.193  | 8,09  |
| Votos anulados       | Votos anulados  | Votos anulados  | Votos anulados                        | 1.122   | 0,60  |
| Total de votos       | Total de votos  | Total de votos  | Total de votos                        | 187.751 | 100   |
| Fuente:              |                 |                 |                                       |         |       |

### Cámara de Diputados
| Partido         | Partido                               | Votos   | %     | Diputados | Electos |
| --------------- | ------------------------------------- | ------- | ----- | --------- | --- |
|                 | Unión Cívica Radical Intransigente    | 82.505  | 47,65 | 16/30     | Ver electos: - Serviliano Fructuoso Leite - Mario Esteban Varela - Julio Florencio Acosta - Edgardo Gil Spinassi - Teobaldo Eugenio Merino - Diógenes Casimiro Díaz - Juan Bautista Fleita - Enrique Fliori - Laureano Jesús Ordiz González - Raúl Antonio Monferrer - William Reinaldo Yunes - Ramón de las Merceres Tissera - Luis Simoni - Carlos Edgar Mendívil - Sixto Linares - Alberto Primitivo Llanos |
|                 | Unión Cívica Radical del Pueblo       | 45.392  | 26,22 | 8/30      | Ver electos: - Carlos Guido Leunda - Pedro José Freschi - Jesús Saturnino Arechaval - Carlos Jaimovich - Ángel Maximiliano Romero - María Susana Córdoba - Abraham Teitelbaum - Bruno Rogelio Campagnani |
|                 | Alianza Chaqueña                      | 26.579  | 15,35 | 4/30      | Ver electos: - Edgardo Rossi (PS) - Moisés León Penchansky (PDP) - Benito Añasco (PS) - Pablo Ulises Álvarez Hayes (PDP) |
|                 | Partido Demócrata Conservador Popular | 6.722   | 3,88  | 1/30      | - Ginés Ángel J. Lubary |
|                 | Partido Demócrata Cristiano           | 6.111   | 3,53  | 1/30      | - Jorge Bosch |
|                 | Partido Comunista                     | 2.933   | 1,69  |           | |
|                 | Unión Federal                         | 2.890   | 1,67  |           | |
|                 |                                       |         |       |           | |
| Votos positivos | Votos positivos                       | 173.132 | 92,21 |           | |
| Votos en blanco | Votos en blanco                       | 13.497  | 7,19  |           | |
| Votos anulados  | Votos anulados                        | 1.122   | 0,60  |           | |
| Total de votos  | Total de votos                        | 187.751 | 100   |           | |
| Fuente:         |                                       |         |       |           | |